# Cantón de Garges-lès-Gonesse-Este
El cantón de Garges-lès-Gonesse-Este era una división administrativa francesa, que estaba situada en el departamento de Valle del Oise y la región de Isla de Francia.

## Composición
El cantón estaba formado por una comuna, más una fracción de la comuna que le daba su nombre:
- Bonneuil-en-France
- Garges-lès-Gonesse (fracción)

## Supresión del cantón de Garges-lès-Gonesse-Este
En aplicación del Decreto nº 2014-168 de 17 de febrero de 2014, el cantón de Garges-lès-Gonesse-Este fue suprimido el 22 de marzo de 2015 y sus dos comunas pasaron a formar parte; una del nuevo cantón de Villiers-le-Bel y su fracción de comuna se unió a la otra fracción para formar el nuevo cantón de Garges-lès-Gonesse.